# Oncès
Oncès o Onzès (pronunciat [un'ses] o [un'zes]), oficialment en francès Onzès, és un vilatge de la comuna de la Guingueta d'Ix, a l'Alta Cerdanya, a la Catalunya del Nord.

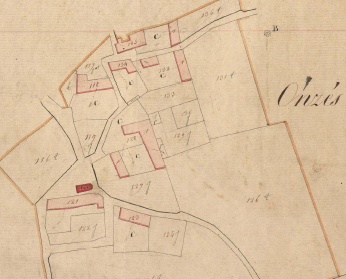
Oncès en el Cadastre Napoleònic del 1812 (ADPO)

És situat a l'esquerra del Segre, vora el límit amb el terme municipal de Llívia. Formava part de l'antiga comuna de Càldegues fins a la seva dissolució l'any 1973 i integració en la comuna a la qual pertany actualment. És al nord del terme, a prop i també al nord de Càldegues.
És un petit vilatge força agrupat, però no compacte, organitzat a l'entorn de la Plaça. El poble havia tingut l'església, ara desapareguda, de Sant Julià d'Oncès.